# Pucheni
Pucheni est une commune du județ de Dâmbovița en Roumanie.